# Ave Maria (Vavilov)
Ave Maria è un'aria composta da Vladimir Vavilov intorno al 1970. Si tratta di un falso musicale, erroneamente attribuito al compositore barocco Giulio Caccini. Lo stesso Vavilov registrò e pubblicò per primo il brano nel 1972 per l'etichetta russa Melodiya, attribuendolo ad autore anonimo. Si ritiene che la composizione sia stata ascritta a Caccini dopo la morte di Vavilov, da parte dell'organista Mark Shakhin (uno degli esecutori della prima registrazione), che distribuì la partitura ad altri musicisti. In seguito, l'organista Oleg Yanchenko arrangiò l'aria per la cantante Irina Arkhipova, che la incise nel 1987, dando al brano diffusione mondiale. Ha una somiglianza con All the Things You Are composta da Jerome Kern.

## Alcune incisioni
- 1972 Vladimir Vavilov, etich. Melodiya
- 1987 Irina Arkhipova, arrang. Oleg Yanchenko
- 1994 Inessa Galante, arrang. per organo, CD Musica Sacra, etich. Campion
- 1995 Inessa Galante, arrang. Georgs Brinums, CD Debut, etich. Campion
- 1997 Lesley Garrett, arrang. Nick Ingman, CD A Soprano Inspired
- 1998 Charlotte Church, arrang. Nick Ingman, CD Voice of an Angel
- 1998 Julian Lloyd Webber, CD Cello Moods
- 1999 Andrea Bocelli, CD Sacred Arias
- 2001 Sumi Jo, arrang. Steven Mercurio, CD Prayers
- 2001 Steven Geraghty, ensemble vocale Libera [1], arrang. Robert Prizeman, CD Luminosa
- 2002 Origen, CD "Ave Maria"
- 2008 Tom Cully, ens. voc. Libera, arrang. Robert Prizeman, CD New Dawn

## Nel cinema
- Donnie Darko (2001)
- Trollywood (2004)
- La virgen de los sicarios (2000, trailer USA)
- Ost Stairway to Heaven (korean drama)